# Elaeocarpus coloides
Elaeocarpus coloides är en tvåhjärtbladig växtart. Elaeocarpus coloides ingår i släktet Elaeocarpus och familjen Elaeocarpaceae.

## Underarter
Arten delas in i följande underarter:
- E. c. coloides
- E. c. ridsdalei